# ابرهای پراکنده
ابرهای پراکنده (به ژاپنی: 乱れ雲, Midaregumo) (به انگلیسی: Scattered Clouds یا Two in the Shadow) که با نام دو نفر در سایه هم شناخته می‌شود، یک فیلم رنگی در ژانر درام و عاشقانه به کارگردانی میکیو ناروسه است که در سال ۱۹۶۷ منتشر شد. از بازیگران آن می‌توان به یوکو تسوکاسا و یوزو کایاما اشاره کرد. 
ابرهای پراکنده
آخرین ساختهٔ میکیو ناروسه می‌باشد. 

## خلاصه داستان
مردی در یک تصادف رانندگی مرگبار درگیر می‌شود و با اینکه بی‌تقصیر است، شرکتش او را به شعبه ای دورافتاده در یک شهر کوچک منتقل می‌کند...